# Белокопитово
Белокопитово (болг. Белокопитово) — село в Болгарии. Находится в Шуменской области, входит в общину Шумен. Население составляет 148 человек. Названо в честь русского генерала Сергея Белокопытова

## Политическая ситуация
Белокопитово подчиняется непосредственно общине и не имеет своего кмета.
Кмет (мэр) общины Шумен — Красимир Благоев Костов (Болгарская социалистическая партия (БСП)) по результатам выборов.